# Nephelinit

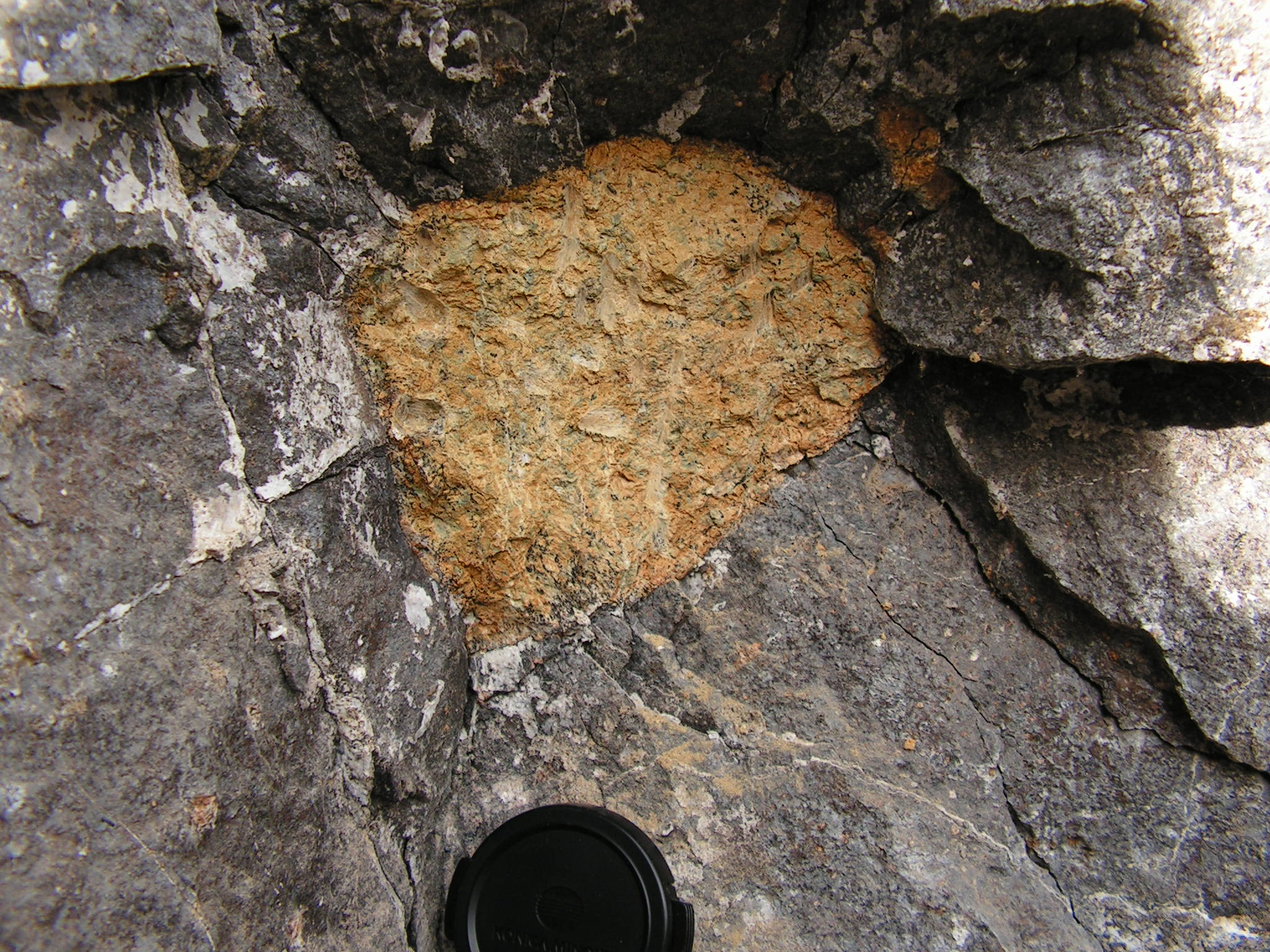
Xenolith aus dem Erdmantel (gelblich verwitterter Peridotit) in grauem Olivin-Nephelinit-Lavastrom, Lützelberg bei Sasbach

Als Nephelinit wird ein vulkanisches Gestein aus der Gruppe der Foidite bezeichnet, welches als überwiegend auftretendes Foidmineral Nephelin enthält. Makroskopisch betrachtet ist ein Nephelinit ein feinkörniges oder aphanitisches vulkanisches Gestein, das wesentlich aus Klinopyroxen und Nephelin bestehen kann. Als weitere, felsische Gemengteile können auch Leucit und/oder Vertreter der Sodalithgruppe Sodalith, Haüyn und Nosean auftreten, die jedoch mengenmäßig hinter Nephelin zurücktreten. Wenn Olivin vorliegt, dann wird das Gestein als Olivinnephelinit bezeichnet. Nephelinit ist dunkel gefärbt und kann Basalt ähneln. Im Basalt kann als Nebenbestandteil Nephelin vorkommen, das wichtigste felsische Mineral ist dort aber Plagioklas. Sinkt der Anteil von Nephelin (bzw. an der Gesamtheit der Foidminerale) an den felsischen Bestandteilen unter 90 %, wird von einem tephritischen bzw. phonolithischen Nephelinit gesprochen, bei weniger als 60 % wird die Bezeichnung nach dem Foidmineral aufgegeben (vgl. hierzu die Einteilung im Streckeisendiagramm).
Nephelinit ist ein Beispiel für ein Siliciumdioxid-untersättigtes vulkanisches Gestein (vgl. Siliciumsättigung). Olivinnephelinit wird als der am häufigsten vorkommende Vertreter von Vulkaniten mit foiditischer Zusammensetzung angesehen.

## Vorkommen
In Deutschland wird Nephelinit in den Vulkangebieten der Eifel, im Vogelsberg, am Katzenbuckel im Odenwald, im Uracher Vulkangebiet, im Hegau sowie im Nordhessischen Vulkangebiet gefunden.
Nephelinit wird auf ozeanischen Inseln wie etwa Oʻahu gefunden, ist aber sonst sehr selten auf der Hawaii-Inselkette. Es wurde in einer Vielzahl von kontinentalen Senkungsgebieten angetroffen; ein Beispiel dafür ist der Nephelinit-Lavastrom von Hamada im Südwesten von Japan, der im späten Miozän entstand. Der hoch-alkalische Vulkanismus des Ol-Doinyo-Lengai-Vulkanfeldes in Tansania wird ebenfalls mit Nephelinit in Verbindung gebracht. Der Nyiragongo, ein afrikanischer Vulkan, der für seine fast ständige Lavasee-Tätigkeit bekannt ist, wirft Lava aus Melilith-Nephelinit aus. Die ungewöhnliche chemische Zusammensetzung dieses Eruptivgesteins kann eine Mitursache für die ungewöhnlich geringe Viskosität und damit hohe Fließfähigkeit dieser Laven sein.
Olivin-Nephelinit tritt im Wells-Gray-Clearwater-Vulkanfeld im mittleren Osten von British Columbia auf und beim Volcano Mountain im zentralen Yukon-Territorium. Melilith-Olivin-Nephelinit-Intrusionen aus der Kreidezeit wurden in der Gegend um Uvalde in Texas gefunden.